# フェノキサスルホン
フェノキサスルホン（英: fenoxasulfone）は、イソキサゾリン系の除草剤の一つである。分子式はC14H17Cl2NO4S。IUPAC命名法では2,5-ジクロロ-4-エトキシベンジル=4,5-ジヒドロ-5,5-ジメチル-1,2-オキサゾール-3-イル=スルホン、CAS命名法では3-[[(2,5-ジクロロ-4-エトキシフェニル)メチル]スルホニル]-4,5-ジヒドロ-5,5-ジメチルイソキサゾールと表記される。

## 効能
クミアイ化学工業とイハラケミカル工業が開発した除草剤で、2014年10月3日に農薬取締法に基づく農薬登録を取得した。ワックス層の形成に必要な超長鎖脂肪酸を合成する酵素を阻害することにより、植物は正常な生育ができず枯死に至る。ノビエをはじめとする一年生のイネ科雑草や広葉雑草に対し効果があり、クミアイ化学からは水田向けの単剤「ヒエカット」、ピリミスルファンとの混合剤「ガンガン」、ブロモブチド・ベンスルフロンメチルとの3剤混合剤「クミスター」、ピリミスルファン・ベンゾビシクロンとの3剤混合剤「ベンケイ」、ピリミスルファン・ピラクロニルとの3剤混合剤「ヤブサメ」などが販売されている。理研グリーンからは、日本芝・西洋芝向けの「スパーダ顆粒水和剤」が販売されている。2014年10月現在、日本以外の国での登録はない。